# 2018年冬季残疾人奥林匹克运动会白俄罗斯代表团
2018年冬季残疾人奥林匹克运动会白俄罗斯代表团是白俄罗斯派出的2018年冬季残疾人奥林匹克运动会代表团。获得4枚金牌、4枚银牌和4枚铜牌。